# Эстерсунд
Эстерсу́нд (швед. Östersundо файле [œstəˈʂɵnd]) — город в центральной Швеции, расположенный на берегу пятого по величине озера в Швеции Стуршён (швед. Storsjön), центр одноимённой коммуны и лена Емтланд. Эстерсунд — культурный и экономический центр исторической провинции Емтланд и традиционный центр торговли и коммерции.
В городе расположен Центральношведский университет, рассчитанный приблизительно на 15 000 студентов в трёх университетских городках (2006/2007 гг).
С населением агломерации в 58 914 человек (декабрь 2008 года) Эстерсунд занимает 36-е место по численности населения в Швеции.

## Общие сведения

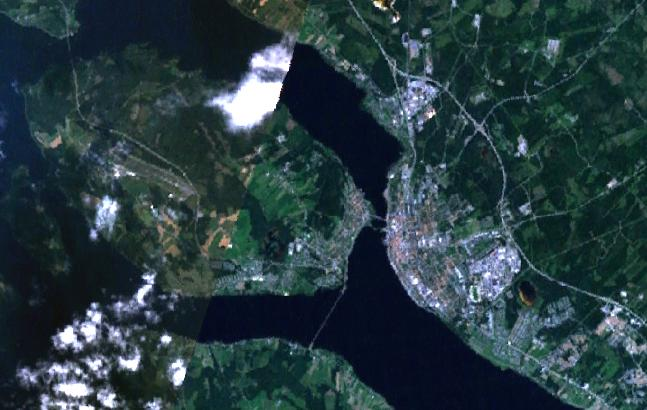
Эстерсунд и остров Фрёсён, снимок со спутника

Эстерсунд находится в центре Скандинавии, в центре Швеции, в центре лёна Емтланд и в центре коммуны Эстерсунд. По сути своей Эстерсунд является центром Швеции.
В рамках совместного проекта муниципальных властей и городских предпринимателей Эстерсунд позиционируется как Vinterstaden — Зимний город.
Эстерсунд является центром зимнего спорта с находящимися непосредственно в городе современными стадионом для лыжных гонок и горнолыжной трассой. В Эстерсунде регулярно проводятся чемпионаты и этапы кубка мира по различным зимним видам спорта, таким как лыжные гонки, биатлон, скоростной бег на коньках, спортивное ориентирование на лыжах, гонки на снегоходах и другим.

## Климат
Область вокруг города, называемая Стуршёбюгден по имени озера Стуршён, часто описывается как самый северный сельскохозяйственный регион в мире в континентальном климате.
| Показатель                         | Янв.  | Фев.  | Март | Апр. | Май  | Июнь | Июль | Авг. | Сен. | Окт. | Нояб. | Дек. | Год  |
| ---------------------------------- | ----- | ----- | ---- | ---- | ---- | ---- | ---- | ---- | ---- | ---- | ----- | ---- | ---- |
| Средний суточный максимум, °C      | −5,2  | −3,8  | 0,2  | 4,8  | 12,1 | 16,9 | 18,0 | 16,4 | 11,2 | 6,3  | 0,1   | −3,2 | 6,2  |
| Средняя температура, °C            | −8,6  | −7,3  | −3,6 | 1,0  | 7,2  | 11,8 | 13,4 | 12,3 | 8,0  | 3,8  | −2,2  | −6,1 | 2,5  |
| Средний суточный минимум, °C       | −12,1 | −10,8 | −7,2 | −2,6 | 2,8  | 7,7  | 9,6  | 8,8  | 5,3  | 1,5  | −4,6  | −9,3 | −0,9 |
| Норма осадков, мм                  | 27    | 21    | 23   | 28   | 35   | 57   | 76   | 60   | 59   | 37   | 31    | 31   | 485  |
| Источник: Гонконгская обсерватория |       |       |      |      |      |      |      |      |      |      |       |      |      |

## История

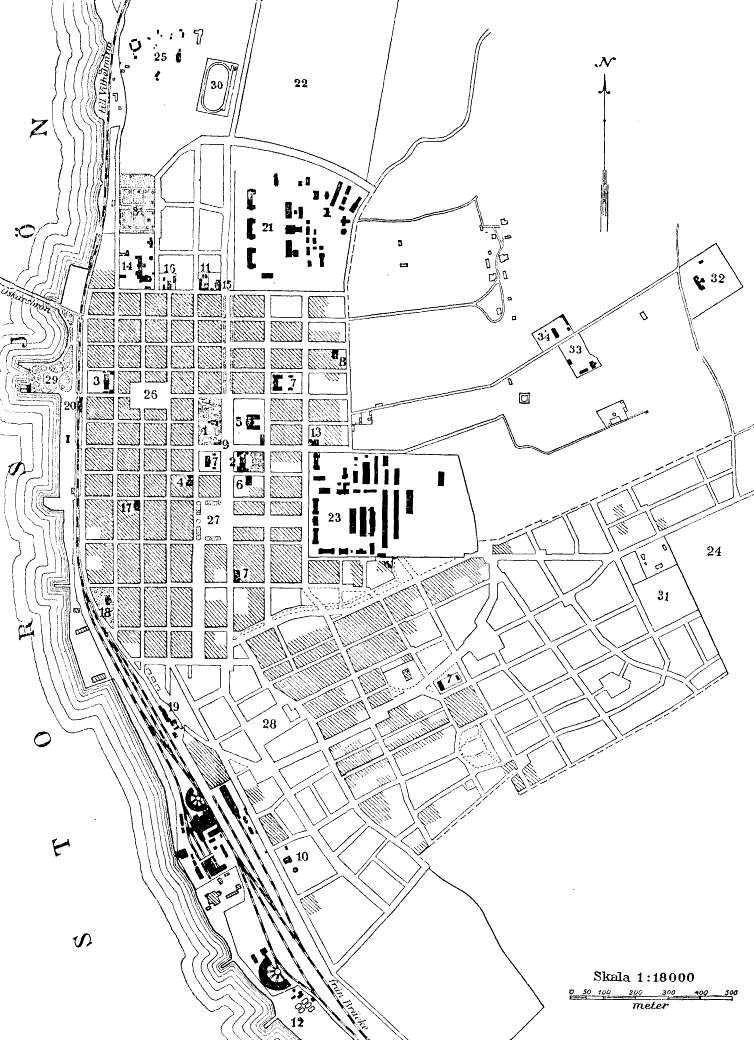
Карта Эстерсунда (1922 год)

Эстерсунд был основан в 1786 году как торговая монополия лена Емтланд. Целью создания города было желание центральных властей заставить местных фермеров поставлять товары посредникам в Эстерсунд, а не напрямую торговать с соседями. Однако, эта инициатива не встретила поддержки населения, и Эстерсунд оставался маленьким городом вплоть до конца XIX столетия, когда постройка железной дороги дала толчок к развитию города.

## Достопримечательности

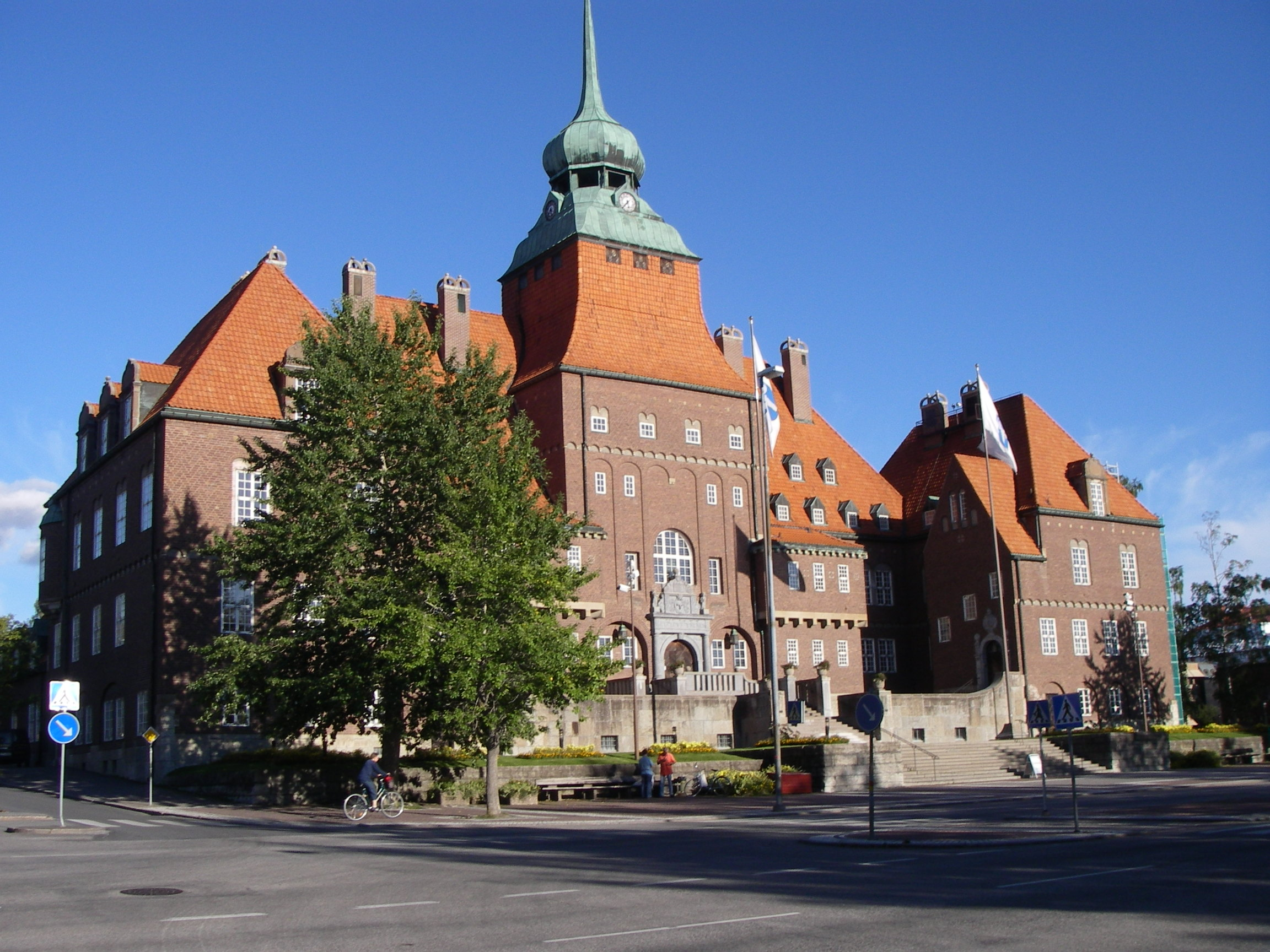
Городская ратуша

В Эстерсунде находятся музей «Ямтли», дом-музей композитора Вильгельма Петерсона-Бергера, а также зоопарк. Недалеко от города находится тайский павильон короля Чулалонгкорна.

## Спорт
Город был претендентом на проведение зимних олимпийских игр 1994, 1998, 2002 и 2014 годов, но до сих пор ни одна заявка не оказалась успешной. Однако в начале XX века в Эстерсунде из-за отсутствия снега в Стокгольме несколько раз проходили Северные игры, называемые предшественниками зимних олимпийских игр.
В Эстерсунде в 1989, 1993, 1995—1997, 2000, 2002—2006, 2008—2017, 2020—2021 годах проводились этапы Кубка мира по биатлону. А в 2008 и в 2019 годах — чемпионат мира по этому виду спорта.
В Эстерсунде есть одноимённый футбольный клуб, который в 2017 году достиг исторического успеха: выиграл Кубок Швеции, обыграв в финале «Норрчёпинг» 4:1 и получил путёвку в Лигу Европы, где прошел три отборочных раунда и вышел групповой этап.

## Города-побратимы
- Гирин, КНР
- Санок, Польша
- Тронхейм, Норвегия
- Оденсе, Дания
- Каяани, Финляндия